# Liste der Naturdenkmäler im Landkreis Rhön-Grabfeld

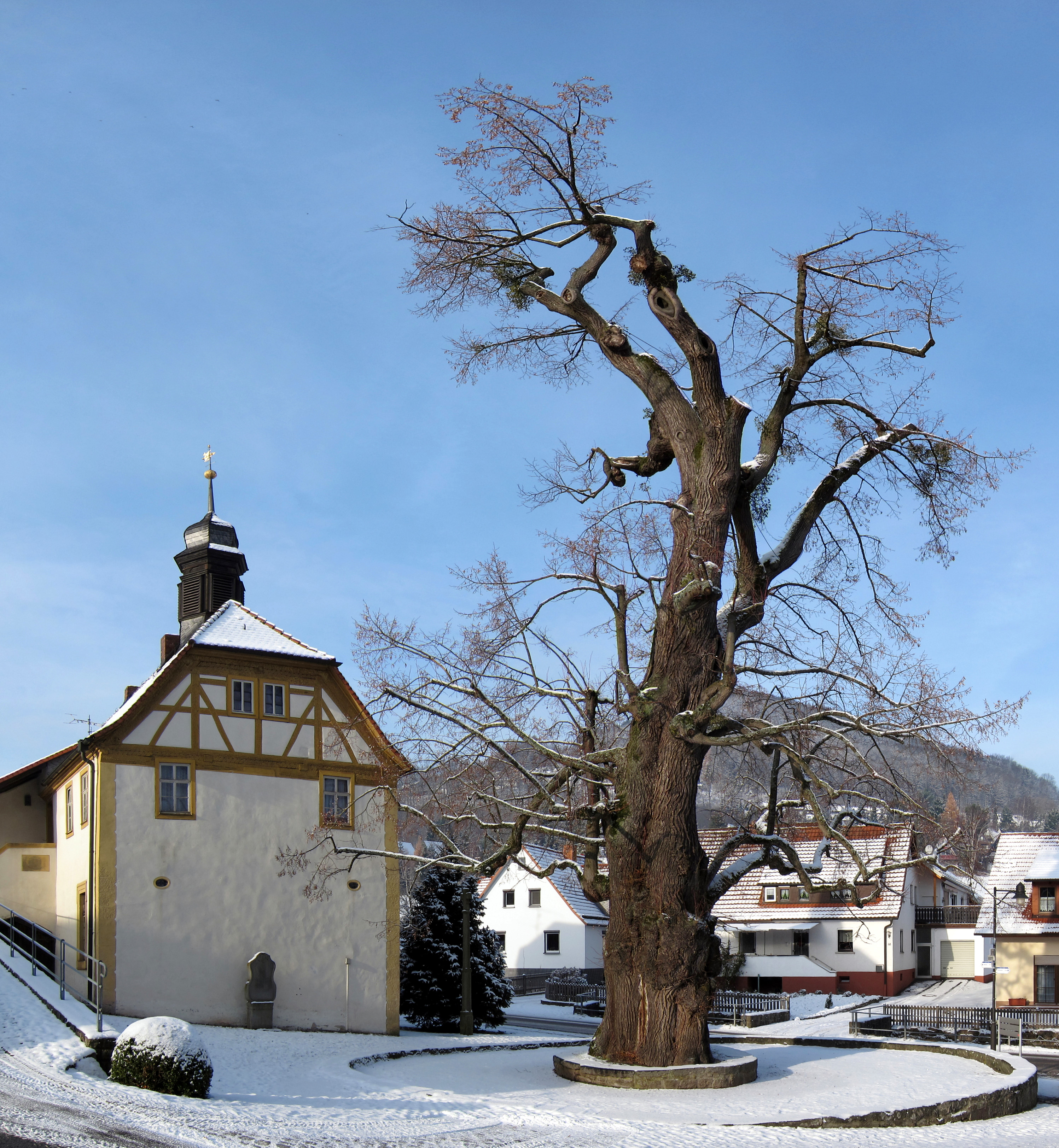
Dorflinde Haselbach

Die Liste der Naturdenkmäler im Landkreis Rhön-Grabfeld enthält alle Bäume, Baumgruppen und geologischen Aufschlüsse im Landkreis Rhön-Grabfeld, die als Naturdenkmal durch Rechtsverordnung geschützt sind. Diese werden bei der Unteren Naturschutzbehörde des Landratsamts Rhön-Grabfeld geführt. Naturdenkmäler sind nach Artikel 28 des Bundesnaturschutzgesetzes Einzelschöpfungen der Natur oder Flächen bis zu 5 ha, deren besonderer Schutz aus wissenschaftlichen, naturgeschichtlichen oder landeskundlichen Gründen oder wegen ihrer Seltenheit, Eigenart oder Schönheit erforderlich ist.

## Naturdenkmäler nach Gemeinden

### Aubstadt
| Nummer        | Bild           | Bezeichnung   | Ortsteil                                    | Verordnungsdatum | Beschreibung                                                |
| ------------- | -------------- | ------------- | ------------------------------------------- | ---------------- | ----------------------------------------------------------- |
| 101, ND-05733 | weitere Bilder | Friedenseiche | Aubstadt (50° 19′ 54,9″ N, 10° 25′ 56,7″ O) |                  |                                                             |
| 102, ND-05734 | weitere Bilder | Blößeiche     | Aubstadt (50° 20′ 0,9″ N, 10° 24′ 54,9″ O)  |                  |                                                             |
| 103, ND-05735 |                | 1 Stieleiche  | Aubstadt (50° 19′ 52″ N, 10° 24′ 55″ O)     |                  | Höhe: ca. 20 m, Umfang: ca. 280 cm, Durchmesser: ca. 110 cm |

### Bad Königshofen im Grabfeld
| Nummer        | Bild           | Bezeichnung  | Ortsteil                                                                                        | Verordnungsdatum | Beschreibung                                                                      |
| ------------- | -------------- | ------------ | ----------------------------------------------------------------------------------------------- | ---------------- | --------------------------------------------------------------------------------- |
| 201, ND-05737 |                | Spitalwald   | Bad Königshofen im Grabfeld (50° 19′ 4″ N, 10° 29′ 34,7″ O) Karte: 1131233148 auf OpenStreetMap | 18. Januar 1939  | Verordnung gilt „für den gesamten Wald“                                           |
| 202, ND-05738 | weitere Bilder | Winterlinde  | Eyershausen (50° 18′ 39,8″ N, 10° 31′ 20″ O)                                                    |                  | Alter: ca. 200 Jahre, Höhe: ca. 20 m, Durchmesser: ca. 120 cm                     |
| 203, ND-05739 | weitere Bilder | Dorflinde    | Eyershausen (50° 18′ 37,2″ N, 10° 31′ 33,7″ O)                                                  |                  | Alter: ca. 300 Jahre, Höhe: ca. 12 m, Umfang: ca. 376 cm, Durchmesser: ca. 120 cm |
| 204, ND-05736 |                | Rosskastanie | Althausen (50° 15′ 54,1″ N, 10° 28′ 12,3″ O)                                                    |                  | Alter: ca. 100 Jahre, Höhe: ca. 22 m, Umfang: ca. 310 cm, Durchmesser: ca. 100 cm |
| 205           | weitere Bilder | Pfingstaspen | Aub (50° 14′ 21″ N, 10° 29′ 45,7″ O)                                                            |                  |                                                                                   |

### Bad Neustadt
| Nummer        | Bild           | Bezeichnung             | Ortsteil                                         | Verordnungsdatum | Beschreibung                                                  |
| ------------- | -------------- | ----------------------- | ------------------------------------------------ | ---------------- | ------------------------------------------------------------- |
| ND-05740      |                | 1 Winterlinde           | Brendlorenzen (50° 19′ 53″ N, 10° 11′ 48″ O)     |                  |                                                               |
| 302, ND-05741 | weitere Bilder | 1 Winterlinde           | Brendlorenzen (50° 19′ 48,9″ N, 10° 12′ 58,5″ O) |                  | Alter: ca. 200 Jahre, Höhe: ca. 22 m, Durchmesser: ca. 100 cm |
| 304, ND-05743 |                | Dorflinde (Winterlinde) | Löhrieth (50° 17′ 53,4″ N, 10° 15′ 1,5″ O)       |                  | Alter: ca. 300 Jahre, Höhe: ca. 18 m, Umfang: ca. 170 cm,     |

### Bastheim
| Nummer        | Bild           | Bezeichnung    | Ortsteil                                                                      | Verordnungsdatum | Beschreibung                                                                        |
| ------------- | -------------- | -------------- | ----------------------------------------------------------------------------- | ---------------- | ----------------------------------------------------------------------------------- |
| 401, ND-05744 | weitere Bilder | 2 Winterlinden | Bastheim (50° 23′ 26,4″ N, 10° 12′ 25,6″ O) Karte: 15271015 auf OpenStreetMap |                  | Alter: ca. 200 / 120 Jahre, Höhe: ca. 28 bzw. 24 m, Durchmesser: ca. 110 bzw. 70 cm |
| 402, ND-05745 |                | 1 Winterlinde  | Unterwaldbehrungen (50° 25′ 22,3″ N, 10° 10′ 13,9″ O)                         |                  | Alter: ca. 200 Jahre, Höhe: ca. 25 m, Durchmesser: ca. 120 cm                       |
| 403, ND-05746 |                | 3 Winterlinden | Unterwaldbehrungen (50° 25′ 26,4″ N, 10° 10′ 55,3″ O)                         |                  | Alter: ca. 200 Jahre, Höhe: ca. 15 bis 17 m, Durchmesser: ca. 76 bis 135 cm         |

### Bischofsheim in der Rhön
| Nummer        | Bild           | Bezeichnung                     | Ortsteil                                                                               | Verordnungsdatum | Beschreibung                                                          |
| ------------- | -------------- | ------------------------------- | -------------------------------------------------------------------------------------- | ---------------- | --------------------------------------------------------------------- |
| 501, ND-05230 |                | Schwarzbachgrund                | Bischofsheim (50° 25′ 40,9″ N, 10° 0′ 41,4″ O) Karte: 1131475610 auf OpenStreetMap     |                  |                                                                       |
| 502, ND-05231 |                | Basaltblockfeld am Steinschlag  | Unterweißenbrunn (50° 25′ 14,5″ N, 10° 1′ 40,8″ O) Karte: 1131608446 auf OpenStreetMap |                  |                                                                       |
| 503, ND-05749 |                | Säulenbasaltbruch               | Haselbach (50° 22′ 9,7″ N, 9° 58′ 56,2″ O) Karte: 1131523281 auf OpenStreetMap         |                  |                                                                       |
| 504, ND-05748 | weitere Bilder | Dorflinde (Winterlinde)         | Haselbach (50° 23′ 41,8″ N, 9° 59′ 45,6″ O)                                            |                  | Alter: ca. 300 Jahre, Höhe: ca. 24 m, Durchmesser: ca. 160 cm         |
| 505, ND-05753 |                | Hexeneiche                      | Unterweißenbrunn (50° 23′ 21,1″ N, 10° 2′ 41,2″ O)                                     |                  | Alter: ca. 200 Jahre, Höhe: ca. 22 m, Durchmesser: ca. 90 cm          |
| 507, ND-05751 | weitere Bilder | Geißeiche (auch „Geißruheiche“) | Unterweißenbrunn (50° 24′ 56″ N, 10° 2′ 7,7″ O)                                        |                  | Alter: ca. 350 bis 400 Jahre, Höhe: ca. 22 m, Durchmesser: ca. 180 cm |

### Fladungen
| Nummer        | Bild           | Bezeichnung                                  | Ortsteil                                                                     | Verordnungsdatum | Beschreibung                                                                         |
| ------------- | -------------- | -------------------------------------------- | ---------------------------------------------------------------------------- | ---------------- | ------------------------------------------------------------------------------------ |
| 701, ND-05747 | weitere Bilder | 18 Altbuchen (stärkste gekappt), 1 Feldahorn | Fladungen (50° 31′ 40,7″ N, 10° 6′ 0″ O) Karte: 14254131 auf OpenStreetMap   |                  | Alter: ca. 200 bis 300 Jahre, Höhe: ca. 20 bis 25 m, Durchmesser: ca. 120 bis 200 cm |
| 703, ND-05758 |                | 1 Sommerlinde                                | Rüdenschwinden (50° 31′ 18,9″ N, 10° 6′ 48,9″ O)                             |                  | Alter: ca. 200 Jahre, Höhe: ca. 22 m, Durchmesser: ca. 120 cm                        |
| 704, ND-05757 |                | Altbuche                                     | Leubach (50° 32′ 26,6″ N, 10° 6′ 13,5″ O)                                    |                  | Alter: ca. 200 Jahre, Höhe: ca. 22 m, Durchmesser: ca. 120 cm                        |
| ND-07170      |                | Hutebuche am Badelstein                      | Leubach (50° 31′ 42,7″ N, 10° 5′ 39,2″ O)                                    |                  |                                                                                      |
| 706, ND-05755 |                | Großer Stein-Fuchsbau                        | Leubach (50° 32′ 30,8″ N, 10° 5′ 3,1″ O) Karte: 1131759665 auf OpenStreetMap |                  |                                                                                      |
| 707, ND-05756 | weitere Bilder | Oberer See                                   | Leubach (50° 32′ 7,2″ N, 10° 4′ 47,6″ O) Karte: 43691684 auf OpenStreetMap   |                  |                                                                                      |
| 708, ND-05759 |                | 1 Alteiche                                   | Sands (50° 31′ 36,6″ N, 10° 10′ 9,9″ O)                                      |                  | Alter: ca. 350 bis 400 Jahre, Höhe: ca. 20 m, Durchmesser: ca. 180 cm                |
| ND-07134      |                | Stieleiche an der Sandstraße                 | Weimarschmieden (50° 32′ 46,1″ N, 10° 11′ 45″ O)                             |                  |                                                                                      |
| ND-05754      |                | 1 Altlinde                                   | Huflar (50° 32′ 35,5″ N, 10° 7′ 43,2″ O)                                     |                  |                                                                                      |

### Forst Schmalwasser-Süd
| Nummer         | Bild | Bezeichnung             | Ortsteil                          | Verordnungsdatum | Beschreibung                                                  |
| -------------- | ---- | ----------------------- | --------------------------------- | ---------------- | ------------------------------------------------------------- |
| 2603, ND-05805 |      | Sieben-Schwestern-Buche | (50° 18′ 56,9″ N, 10° 4′ 15,2″ O) |                  |                                                               |
| 2604, ND-05806 |      | 1 Alteiche (Stieleiche) | (50° 20′ 31,7″ N, 10° 2′ 40,1″ O) |                  | Alter: ca. 400 Jahre, Höhe: ca. 18 m, Durchmesser: ca. 200 cm |

### Großbardorf
| Bild          | Nummer | Bezeichnung  | Ortsteil                                                                         | Verordnungsdatum | Beschreibung                                                  |
| ------------- | ------ | ------------ | -------------------------------------------------------------------------------- | ---------------- | ------------------------------------------------------------- |
| 801, ND-05760 |        | Streitrangen | Großbardorf (50° 15′ 42,7″ N, 10° 22′ 52,6″ O) Karte: 15307421 auf OpenStreetMap |                  |                                                               |
| 802, ND-05761 |        | Winterlinde  | Großbardorf (50° 16′ 19,1″ N, 10° 21′ 53,1″ O)                                   |                  | Alter: ca. 150 Jahre, Höhe: ca. 22 m, Durchmesser: ca. 100 cm |

### Großeibstadt
| Nummer        | Bild | Bezeichnung                   | Ortsteil                                                                         | Verordnungsdatum | Beschreibung                                                                      |
| ------------- | ---- | ----------------------------- | -------------------------------------------------------------------------------- | ---------------- | --------------------------------------------------------------------------------- |
| 901, ND-05762 |      | 2 Winterlinden an der Kapelle | Großeibstadt (50° 18′ 9,7″ N, 10° 24′ 20,9″ O) Karte: 15310478 auf OpenStreetMap |                  | Alter: ca. 100 Jahre, Höhe: ca. 16 bzw. 18 m, Durchmesser: ca. 70 bzw. 80         |
| 902, ND-05763 |      | Winterlinde                   | Kleineibstadt (50° 17′ 31,4″ N, 10° 22′ 40,5″ O)                                 |                  |                                                                                   |
| 903, ND-05764 |      | 1 Winterlinde                 | Kleineibstadt (50° 17′ 45,1″ N, 10° 22′ 20,1″ O)                                 |                  | Alter: ca. 200 Jahre, Höhe: ca. 20 m, Umfang: ca. 376 cm, Durchmesser: ca. 120 cm |

### Hausen (Rhön)
| Nummer         | Bild           | Bezeichnung                   | Ortsteil                                                                   | Verordnungsdatum | Beschreibung                                                                 |
| -------------- | -------------- | ----------------------------- | -------------------------------------------------------------------------- | ---------------- | ---------------------------------------------------------------------------- |
| 1002, ND-05229 | weitere Bilder | Eisgraben                     | Hausen (50° 30′ 16,7″ N, 10° 4′ 40″ O) Karte: 1131909559 auf OpenStreetMap |                  |                                                                              |
| 1003, ND-05767 |                | Buchenaltbestand              | Hausen (50° 30′ 52,7″ N, 10° 4′ 52,2″ O)                                   |                  | Alter: ca. 150 Jahre, Höhe: ca. 15 m                                         |
| 1004, ND-05768 |                | 2 Altbuchen                   | Roth (50° 28′ 45,3″ N, 10° 5′ 57,5″ O) Karte: 15310581 auf OpenStreetMap   |                  | Alter: ca. 250 bis 300 Jahre, Höhe: ca. 25 m, Durchmesser: ca. 200 cm        |
| 1005, ND-05818 |                | 1 Friedenseiche               | Hausen (50° 30′ 2,4″ N, 10° 6′ 12,5″ O)                                    |                  | Alter: ca. 250 Jahre, Höhe: ca. 18 m, Durchmesser: ca. 110 cm                |
| 1006           |                | 1 Alteiche, 2 Altbuchen       | Hausen (50° 29′ 57,2″ N, 10° 6′ 32,5″ O)                                   |                  |                                                                              |
| 1007, ND-05819 |                | Buchengruppe mit sechs Buchen | Hausen (50° 29′ 59″ N, 10° 6′ 13,4″ O) Karte: 15310582 auf OpenStreetMap   |                  | Alter: ca. 250 Jahre, Höhe: ca. 18 bis 24 m, Durchmesser: ca. 100 bis 150 cm |
| 1008, ND-05817 |                | 1 Alteiche (Stieleiche)       | Hausen (50° 29′ 54,6″ N, 10° 6′ 11,2″ O)                                   |                  | Alter: ca. 250 Jahre, Höhe: ca. 20 m, Durchmesser: ca. 120 cm                |
| ND-05820       |                | Baumgruppe                    | Hausen (50° 30′ 4,7″ N, 10° 6′ 22,5″ O)                                    |                  |                                                                              |

### Hendungen
| Nummer         | Bild | Bezeichnung           | Ortsteil                                                                            | Verordnungsdatum | Beschreibung                                                                      |
| -------------- | ---- | --------------------- | ----------------------------------------------------------------------------------- | ---------------- | --------------------------------------------------------------------------------- |
| 1102, ND-05769 |      | Mehlsee (Sumpfgebiet) | Rappershausen (50° 23′ 5,2″ N, 10° 23′ 15,9″ O) Karte: 1131922626 auf OpenStreetMap |                  |                                                                                   |
| 1103, ND-05770 |      | 1 Stieleiche          | Rappershausen (50° 23′ 21,9″ N, 10° 25′ 21,3″ O)                                    |                  | Alter: ca. 250 Jahre, Höhe: ca. 20 m, Umfang: ca. 400 cm, Durchmesser: ca. 130 cm |

### Herbstadt
| Nummer         | Bild           | Bezeichnung                    | Ortsteil                                                                             | Verordnungsdatum | Beschreibung                                                                           |
| -------------- | -------------- | ------------------------------ | ------------------------------------------------------------------------------------ | ---------------- | -------------------------------------------------------------------------------------- |
| 1201, ND-05771 | weitere Bilder | 1 Winterlinde                  | Herbstadt (50° 19′ 52,4″ N, 10° 30′ 13,4″ O)                                         |                  | Alter: ca. 300 Jahre, Höhe: ca. 22 m, Umfang: ca. 565 cm, Durchmesser: ca. 180 cm      |
| 1202, ND-05772 |                | Baumgruppe, Kastanie und Esche | Ottelmannshausen (50° 20′ 20,4″ N, 10° 28′ 3,3″ O) Karte: 15310742 auf OpenStreetMap |                  | Alter: ca. 150 bzw. 100 Jahre, Höhe: ca. 20 bzw. 18 m, Durchmesser: ca. 150 bzw. 80 cm |

### Heustreu
| Nummer | Bild | Bezeichnung | Ortsteil                                                                     | Verordnungsdatum | Beschreibung |
| ------ | ---- | ----------- | ---------------------------------------------------------------------------- | ---------------- | ------------ |
|        |      | 2 Bäume     | Heustreu (50° 21′ 18,4″ N, 10° 15′ 9,5″ O) Karte: 15315008 auf OpenStreetMap |                  |              |

### Höchheim
| Nummer         | Bild           | Bezeichnung   | Ortsteil                                                                          | Verordnungsdatum | Beschreibung                                                                      |
| -------------- | -------------- | ------------- | --------------------------------------------------------------------------------- | ---------------- | --------------------------------------------------------------------------------- |
| 1401, ND-05774 |                | 1 Winterlinde | Höchheim (50° 21′ 53″ N, 10° 26′ 46,4″ O)                                         |                  | Alter: ca. 150 Jahre, Höhe: ca. 20 m, Umfang: ca. 314 cm, Durchmesser: ca. 100 cm |
| 1402, ND-05773 |                | 1 Winterlinde | Rothausen (50° 22′ 42,8″ N, 10° 26′ 34,2″ O)                                      |                  | Alter: ca. 120 Jahre, Höhe: ca. 20 m, Durchmesser: ca. 90 cm                      |
| 1403, ND-05775 |                | 1 Winterlinde | Gollmuthhausen (50° 21′ 14,3″ N, 10° 26′ 15,8″ O)                                 |                  | Alter: ca. 200 Jahre, Höhe: ca. 25 m, Umfang: ca. 434 cm, Durchmesser: ca. 140    |
| 1404, ND-05776 | weitere Bilder | 2 Stieleichen | Irmelshausen (50° 21′ 46,1″ N, 10° 27′ 53,6″ O) Karte: 15310741 auf OpenStreetMap |                  | Alter: ca. 120 Jahre, Höhe: ca. 14 bzw. 16 m, Durchmesser: ca. 70 bzw. 90 cm      |

### Hollstadt
| Nummer         | Bild           | Bezeichnung                    | Ortsteil                                         | Verordnungsdatum | Beschreibung                                                          |
| -------------- | -------------- | ------------------------------ | ------------------------------------------------ | ---------------- | --------------------------------------------------------------------- |
| 1601, ND-05777 |                | Winterlinde an der Alten Warte | Junkershausen (50° 22′ 7,7″ N, 10° 20′ 36,6″ O)  |                  | Alter: ca. 200 bis 250 Jahre, Höhe: ca. 20 m, Durchmesser: ca. 160 cm |
| 1602, ND-05778 | weitere Bilder | 1 Winterlinde                  | Wargolshausen (50° 21′ 46,9″ N, 10° 21′ 19,3″ O) |                  | Alter: ca. 400 Jahre, Höhe: ca. 22 m, Durchmesser: ca. 180 cm         |

### Mellrichstadt
| Nummer         | Bild           | Bezeichnung                             | Ortsteil                                                                           | Verordnungsdatum | Beschreibung                                                                                   |
| -------------- | -------------- | --------------------------------------- | ---------------------------------------------------------------------------------- | ---------------- | ---------------------------------------------------------------------------------------------- |
| 1701, ND-05785 |                | 2 Winterlinden in Grünanlage Großenberg | Mellrichstadt (50° 25′ 31,9″ N, 10° 18′ 20,3″ O)                                   |                  | Alter: ca. 200 bis 250 Jahre, Höhe: ca. 25 m, Durchmesser: ca. 100 bis 120 cm                  |
| 1703, ND-05780 |                | Hohe Schule                             | Eußenhausen (50° 29′ 11,5″ N, 10° 18′ 10,5″ O) Karte: 1131938565 auf OpenStreetMap |                  |                                                                                                |
| ND-05784       |                | Winterlinde bei der Feldkapelle         | Frickenhausen (50° 25′ 33″ N, 10° 15′ 5″ O)                                        |                  |                                                                                                |
| 1705, ND-05783 | weitere Bilder | Frickenhäuser See mit Steilhangpartie   | Frickenhausen (50° 24′ 11″ N, 10° 14′ 12,4″ O) Karte: 1131938564 auf OpenStreetMap |                  | Geotop 673R001                                                                                 |
| 1706, ND-05781 |                | 1 Winterlinde                           | Mühlfeld (50° 26′ 52,1″ N, 10° 20′ 12,3″ O)                                        |                  | Alter: ca. 120 Jahre, Höhe: ca. 22 m, Umfang: ca. 270 cm, Durchmesser: ca. 85 cm               |
| 1707, ND-05782 |                | Baumgruppe (3 Stieleichen, Winterlinde) | Mühlfeld (50° 26′ 51,9″ N, 10° 20′ 24,6″ O)                                        |                  | Alter: ca. 100–200 bzw. 100 Jahre, Höhe: ca. 15–20 m/15 m, Durchmesser: ca. 50, 60, 100, 50 cm |
| 1708, ND-05786 |                | 1 Stieleiche                            | Roßrieth (50° 25′ 49,1″ N, 10° 21′ 47,8″ O)                                        |                  | Alter: ca. 250 Jahre, Höhe: ca. 25 m, Umfang: ca. 373 cm, Durchmesser: ca. 120 cm              |

### Oberelsbach
| Nummer         | Bild           | Bezeichnung                        | Ortsteil                                                                        | Verordnungsdatum | Beschreibung                                                  |
| -------------- | -------------- | ---------------------------------- | ------------------------------------------------------------------------------- | ---------------- | ------------------------------------------------------------- |
| 2001, ND-05787 | weitere Bilder | Steinernes Haus (Säulenbasaltwand) | Oberelsbach (50° 27′ 22,4″ N, 10° 3′ 16″ O) Karte: 1131951888 auf OpenStreetMap |                  | Geotop 673A003                                                |
| 2002, ND-05788 | weitere Bilder | Dorflinde (Winterlinde)            | Sondernau (50° 25′ 20,6″ N, 10° 5′ 41″ O)                                       |                  | Alter: ca. 250 Jahre, Höhe: ca. 25 m, Durchmesser: ca. 180 cm |

### Ostheim vor der Rhön
| Nummer         | Bild           | Bezeichnung                  | Ortsteil                                                                                                  | Verordnungsdatum | Beschreibung                                                                                                 |
| -------------- | -------------- | ---------------------------- | --- | ---------------- | --- |
| 2201, ND-05790 | weitere Bilder | Doppelte Eiche               | Forst Ostheim (50° 28′ 19,6″ N, 10° 12′ 43,4″ O)                                                          |                  | Alter: ca. 400 Jahre, Höhe: ca. 20 m, Umfang: ca. 565 cm, Durchmesser: ca. 180 cm                            |
| 2203           |                | 2 Winterlinden               | Ostheim (50° 27′ 17,9″ N, 10° 13′ 37,5″ O) Karte: 15311048 auf OpenStreetMap                              |                  | Alter: ca. 100 Jahre, Höhe: ca. 22 m, Umfang: ca. 300 bis 450 cm, Durchmesser: ca. 100 bis 150 cm            |
| 2204, ND-05792 |                | 1 Pyramideneiche             | Ostheim (50° 27′ 27,9″ N, 10° 14′ 2,6″ O)                                                                 |                  | Alter: ca. 80 Jahre, Höhe: ca. 22 m, Umfang: ca. 190 cm, Durchmesser: ca. 60 cm                              |
| 2205, ND-05793 |                | 2 Sommerlinden               | Ostheim (50° 26′ 55,2″ N, 10° 13′ 10,7″ O) Karte: 14254137 auf OpenStreetMap                              |                  | Alter: ca. 150 bzw. 250 Jahre, Höhe: ca. 25 m, Umfang: ca. 375 bzw. 565 cm, Durchmesser: ca. 120 bzw. 180 cm |
| 2206, ND-05798 | weitere Bilder | 1 Altbuche                   | Urspringen (50° 28′ 5″ N, 10° 6′ 12,8″ O)                                                                 |                  | Alter: ca. 300 Jahre, Höhe: ca. 25 m, Durchmesser: ca. 150 cm                                                |
| 2207, ND-05797 |                | 5 Altbuchen                  | Urspringen (50° 28′ 2,1″ N, 10° 6′ 8,3″ O) (14254136 auf OpenStreetMap) Karte: 14254136 auf OpenStreetMap |                  | Alter: ca. 250 Jahre, Höhe: ca. 22 bis 26 m, Durchmesser: ca. 130 bis 160 cm                                 |
| 2208, ND-05796 | weitere Bilder | 1 Altbuche                   | Urspringen (50° 27′ 59,2″ N, 10° 6′ 5,9″ O)                                                               |                  | Alter: ca. 250 Jahre, Höhe: ca. 25 m, Durchmesser: ca. 150 cm                                                |
| 2209, ND-05794 |                | 1 Winterlinde, 1 Sommerlinde | Ostheim (50° 27′ 35,2″ N, 10° 14′ 4,1″ O) (14254162 auf OpenStreetMap) Karte: 15311121 auf OpenStreetMap  |                  | Alter: ca. 120 bzw. 150 Jahre, Höhe: ca. 22 m, Durchmesser: ca. 80 bzw. 120 cm                               |
| 2210, ND-05795 |                | 1 Winterlinde                | Ostheim (50° 26′ 58,7″ N, 10° 13′ 20,5″ O)                                                                |                  | Alter: ca. 60 Jahre, Höhe: ca. 12 m, Durchmesser: ca. 60 cm                                                  |

### Rödelmaier
| Nummer         | Bild | Bezeichnung              | Ortsteil                                    | Verordnungsdatum | Beschreibung                                                  |
| -------------- | ---- | ------------------------ | ------------------------------------------- | ---------------- | ------------------------------------------------------------- |
| 2301, ND-05799 |      | 1 Altlinde (Winterlinde) | Rödelmaier (50° 18′ 32″ N, 10° 16′ 42,8″ O) |                  | Alter: ca. 250 Jahre, Höhe: ca. 18 m, Durchmesser: ca. 110 cm |
| ND-05742       |      | Dorflinde (Winterlinde)  | Dürrnhof (50° 19′ 1,3″ N, 10° 15′ 20,8″ O)  |                  |                                                               |

### Saal an der Saale
| Bild           | Nummer | Bezeichnung             | Ortsteil                                                                           | Verordnungsdatum | Beschreibung                                                |
| -------------- | ------ | ----------------------- | ---------------------------------------------------------------------------------- | ---------------- | ----------------------------------------------------------- |
| 2401, ND-05800 |        | 1 Winterlinde           | Saal an der Saale (50° 19′ 18,9″ N, 10° 21′ 26″ O)                                 |                  | Höhe: ca. 16 m, Umfang: ca. 190 cm, Durchmesser: ca. 80 cm  |
| 2402, ND-05801 |        | 1 Winterlinde           | Waltershausen (50° 20′ 28,9″ N, 10° 22′ 46,4″ O)                                   |                  | Höhe: ca. 22 m, Umfang: ca. 380 cm, Durchmesser: ca. 250 cm |
| 2403, ND-05802 |        | Baumbewuchs an der Milz | Waltershausen (50° 19′ 49″ N, 10° 22′ 48,2″ O) Karte: 1131981191 auf OpenStreetMap | 1940             | „Milz“ laut Naturschutzkonzept, schließt den Fluss ein      |

### Sandberg
| Nummer         | Bild | Bezeichnung             | Ortsteil                                     | Verordnungsdatum | Beschreibung                                                          |
| -------------- | ---- | ----------------------- | -------------------------------------------- | ---------------- | --------------------------------------------------------------------- |
| 2601, ND-05803 |      | Dorflinde (Winterlinde) | Langenleiten (50° 19′ 42,2″ N, 9° 58′ 47″ O) |                  | Alter: ca. 250 bis 300 Jahre, Höhe: ca. 16 m, Durchmesser: ca. 140 cm |
| 2602, ND-05804 |      | 1 Alteiche (Stieleiche) | Kilianshof (50° 21′ 42,7″ N, 10° 1′ 0″ O)    |                  | Alter: ca. 300 Jahre, Höhe: ca. 22 m, Durchmesser: ca. 190 cm         |

### Sondheim vor der Rhön
| Nummer         | Bild           | Bezeichnung                | Ortsteil | Verordnungsdatum | Beschreibung                                                                        |
| -------------- | -------------- | -------------------------- | --- | ---------------- | ----------------------------------------------------------------------------------- |
| 2801           |                | Dorflinde (Winterlinde)    | Sondheim vor der Rhön (50° 29′ 10,7″ N, 10° 8′ 35,6″ O)                                                              |                  | Alter: ca. 150 Jahre, Höhe: ca. 22 m, Durchmesser: ca. 110 cm                       |
| 2802, ND-05808 |                | Baumgruppe (3 Stieleichen) | Sondheim vor der Rhön (50° 28′ 12,5″ N, 10° 8′ 2,6″ O) Karte: 15311359 auf OpenStreetMap                             |                  | Alter: ca. 120 Jahre, Höhe: ca. 18 bis 20 m, Durchmesser: ca. 60 bis 80 cm          |
| 2803, ND-05809 |                | 3 Alteichen (Stieleichen)  | Sondheim vor der Rhön (50° 28′ 12,5″ N, 10° 7′ 59,7″ O 14254135 auf OpenStreetMap) Karte: 14254135 auf OpenStreetMap |                  | Alter: ca. 150/200/300 Jahre, Höhe: ca. 18 bis 20 m, Durchmesser: ca. 80 bis 140 cm |
| 2804, ND-05810 |                | 6 Stieleichen              | Sondheim vor der Rhön (50° 28′ 21,1″ N, 10° 7′ 33,7″ O 14254134 auf OpenStreetMap) Karte: 14254134 auf OpenStreetMap |                  | Alter: ca. 120 bis 160 Jahre, Höhe: ca. 15 bis 18 m, Durchmesser: ca. 70 bis 90 cm  |
| 2805, ND-05811 |                | 3 Alteichen (Stieleichen)  | Sondheim vor der Rhön (50° 28′ 19,8″ N, 10° 7′ 25,1″ O 14254133 auf OpenStreetMap) Karte: 14254133 auf OpenStreetMap |                  | Alter: ca. 250 Jahre, Höhe: ca. 16,18,15 m, Durchmesser: ca. 100, 110, 110 cm       |
| 2806, ND-05812 |                | 1 Alteiche (Stieleiche)    | Sondheim vor der Rhön (50° 28′ 23,6″ N, 10° 7′ 5,3″ O)                                                               |                  | Alter: ca. 300 bis 400 Jahre, Höhe: ca. 18 m, Durchmesser: ca. 180 cm               |
| 2807, ND-05813 |                | 1 Alteiche (Stieleiche)    | Sondheim vor der Rhön (50° 28′ 27,5″ N, 10° 6′ 47,1″ O)                                                              |                  | Alter: ca. 250 Jahre, Höhe: ca. 25 m, Durchmesser: ca. 110 cm                       |
| 2809, ND-05814 |                | 1 Winterlinde              | Stetten (50° 29′ 10,7″ N, 10° 8′ 35,6″ O)                                                                            |                  | Alter: ca. 100 Jahre, Höhe: ca. 18 m, Durchmesser: ca. 70 cm                        |
| 2810, ND-05815 | weitere Bilder | 1 Winterlinde (Dorflinde)  | Stetten (50° 29′ 17″ N, 10° 8′ 26,7″ O)                                                                              |                  | Alter: ca. 250 bis 300 Jahre, Höhe: ca. 26 m, Durchmesser: ca. 150 cm               |
| 2811, ND-05816 |                | 2 Alteichen                | Stetten (50° 29′ 50,1″ N, 10° 8′ 53,1″ O 14254132 auf OpenStreetMap) Karte: 15311358 auf OpenStreetMap               |                  | Alter: ca. 200 bzw. 200 JahreDurchmesser: ca. 80, 120 cm                            |
| ND-06870       |                | Kalkreiches Quellmoor      | Stetten (50° 29′ 58,8″ N, 10° 8′ 9″ O) Karte: 1132015586 auf OpenStreetMap                                           |                  |                                                                                     |

### Stockheim (Unterfranken)
| Nummer         | Bild           | Bezeichnung                        | Ortsteil                                                                       | Verordnungsdatum | Beschreibung                                                         |
| -------------- | -------------- | ---------------------------------- | ------------------------------------------------------------------------------ | ---------------- | -------------------------------------------------------------------- |
| 2901, ND-05821 | weitere Bilder | Lindengruppe bei der alten Kapelle | Stockheim (50° 27′ 42,3″ N, 10° 15′ 46,9″ O) Karte: 15311440 auf OpenStreetMap |                  | Alter: ca. 150 Jahre, Höhe: ca. 22 m, Durchmesser: ca. 80 bis 100 cm |

### Sulzdorf an der Lederhecke
| Nummer         | Bild           | Bezeichnung  | Ortsteil                                                                                          | Verordnungsdatum | Beschreibung                                                                      |
| -------------- | -------------- | ------------ | ------------------------------------------------------------------------------------------------- | ---------------- | --------------------------------------------------------------------------------- |
| 3101, ND-05824 | weitere Bilder | 1 Stieleiche | Sulzdorf an der Lederhecke (50° 15′ 4,4″ N, 10° 34′ 6,2″ O)                                       |                  | Alter: ca. 150 Jahre, Höhe: ca. 20 m, Umfang: ca. 376 cm, Durchmesser: ca. 120 cm |
| 3102, ND-05825 |                | 1 Stieleiche | Sulzdorf an der Lederhecke (50° 14′ 57,2″ N, 10° 33′ 53,8″ O)                                     |                  | Alter: ca. 200 Jahre, Höhe: ca. 20 m, Umfang: ca. 408 cm, Durchmesser: ca. 130 cm |
| 3103, ND-05826 | weitere Bilder | Reutsee      | Sulzdorf an der Lederhecke (50° 14′ 38,4″ N, 10° 32′ 41,1″ O) Karte: 1131986304 auf OpenStreetMap |                  |                                                                                   |
| 3104, ND-05827 |                | Feuchtbiotop | Sulzdorf an der Lederhecke (50° 14′ 50,7″ N, 10° 31′ 6,3″ O) Karte: 1131990684 auf OpenStreetMap  |                  |                                                                                   |
| 3105, ND-05822 | weitere Bilder | 1 Stieleiche | Obereßfeld (50° 15′ 44,2″ N, 10° 33′ 11,7″ O)                                                     |                  | Alter: ca. 180 Jahre, Höhe: ca. 20 m, Umfang: ca. 251 cm, Durchmesser: ca. 80 cm  |
| 3106, ND-05823 | weitere Bilder | 1 Stieleiche | Obereßfeld (50° 15′ 22,2″ N, 10° 32′ 58,3″ O)                                                     |                  | Alter: ca. 160 Jahre, Höhe: ca. 25 m, Umfang: ca. 314 cm, Durchmesser: ca. 100 cm |

### Sulzfeld (im Grabfeld)
| Nummer         | Bild | Bezeichnung    | Ortsteil                                   | Verordnungsdatum | Beschreibung                                                                       |
| -------------- | ---- | -------------- | ------------------------------------------ | ---------------- | ---------------------------------------------------------------------------------- |
| 3201, ND-05828 |      | 2 Winterlinden | Sulzfeld (50° 14′ 57,3″ N, 10° 23′ 7,1″ O) |                  | Alter: ca. 150 bis 200 Jahre, Höhe: ca. 17 bis 24 m, Durchmesser: ca. 65 bis 90 cm |

### Trappstadt
| Nummer         | Bild           | Bezeichnung  | Ortsteil                                     | Verordnungsdatum | Beschreibung                                                                     |
| -------------- | -------------- | ------------ | -------------------------------------------- | ---------------- | -------------------------------------------------------------------------------- |
| 3301, ND-05829 | weitere Bilder | 1 Stieleiche | Alsleben (50° 17′ 58,7″ N, 10° 34′ 7,4″ O)   |                  | Alter: ca. 128 Jahre, Höhe: ca. 10 m, Umfang: ca. 125 cm, Durchmesser: ca. 40 cm |
|                | weitere Bilder | Sommerlinde  | Trappstadt (50° 19′ 7,5″ N, 10° 34′ 17,7″ O) | 18. Januar 1939  |                                                                                  |

### Unsleben
| Nummer         | Bild | Bezeichnung   | Ortsteil                                    | Verordnungsdatum | Beschreibung                                                |
| -------------- | ---- | ------------- | ------------------------------------------- | ---------------- | ----------------------------------------------------------- |
| 3401, ND-05830 |      | 1 Sommerlinde | Unsleben (50° 22′ 40,8″ N, 10° 15′ 44,4″ O) |                  | Alter: ca. 80 Jahre, Höhe: ca. 17 m, Durchmesser: ca. 70 cm |

### Willmars
| Nummer         | Bild | Bezeichnung   | Ortsteil                                    | Verordnungsdatum | Beschreibung                                                                     |
| -------------- | ---- | ------------- | ------------------------------------------- | ---------------- | -------------------------------------------------------------------------------- |
| 3501, ND-05831 |      | 1 Winterlinde | Oberfilke (50° 31′ 22,1″ N, 10° 13′ 9,9″ O) |                  | Alter: ca. 150 Jahre, Höhe: ca. 20 m, Umfang: ca. 280 cm, Durchmesser: ca. 90 cm |

## Ehemalige Naturdenkmäler
| Nummer   | Bild | Bezeichnung             | Ortsteil                                                   | Verordnungsdatum | Beschreibung                               |
| -------- | ---- | ----------------------- | ---------------------------------------------------------- | ---------------- | ------------------------------------------ |
| ND-05752 |      | Mattebuche              | Bischofsheim in der Rhön (50° 22′ 32,5″ N, 10° 1′ 12,3″ O) |                  | steht noch als Torso, vom Wald überwachsen |
| ND-05750 |      | 1 Winterlinde           | Fladungen, Heufurt (50° 30′ 13,7″ N, 10° 10′ 16,3″ O)      |                  | umgestürzt                                 |
| ND-05765 |      | Dorflinde (Sommerlinde) | Hausen (50° 30′ 20,1″ N, 10° 7′ 32,8″ O)                   |                  | aus Gründen der Verkehrssicherheit gefällt |
| ND-05766 |      | Eiche bei der Richt     | Hendungen (50° 24′ 21,9″ N, 10° 21′ 13,1″ O)               |                  | umgestürzt                                 |

## Andere markante Bäume
Die folgenden Bäume werden in manchen Quellen als Naturdenkmäler bezeichnet, sind aber nicht als Naturdenkmäler im Sinne des Bundesnaturschutzgesetzes geschützt:
| Bild           | Bezeichnung    | Ortsteil                                        | Beschreibung |
| -------------- | -------------- | ----------------------------------------------- | ------------ |
| weitere Bilder | Hänge-Rotbuche | Bad Neustadt (50° 19′ 10,7″ N, 10° 13′ 30,4″ O) |              |